# 熱抵抗
熱抵抗（ねつていこう）(英: thermal resistance)とは、温度の伝えにくさを表す値で、単位時間当たりの発熱量あたりの温度上昇量を意味する。記号にはRth や θ がよく用いられ、単位は K/W である。おおよそ、熱伝達係数の逆数を面積で割ると熱抵抗になる。

## 種類
熱抵抗には大きく分けると二つ存在する。
バルク熱抵抗
一般的に熱抵抗と呼ばれる、均質な物体内部の熱抵抗をバルク熱抵抗と呼ぶ。一切の界面を含まない系であるため、コンポジットされている複合体の熱抵抗は、真の意味でのバルク熱抵抗ではないが、均質と見做せる系においてバルク熱抵抗と考える場合が多い。
界面熱抵抗
均質な二つの物体が接触する界面における熱抵抗を界面熱抵抗または接触熱抵抗と呼ぶ。この熱抵抗は、
- 接触面のうねり、表面粗さ
- 押しつけ圧力
- 接触している物体の硬さ
- 接触している物体の熱伝導率
- 接触面に介在している物質の熱伝導率
- 接触面の酸化状態

によって増減する。ミクロな視点で見た場合の、コンポジット複合体（モノマーレベルでの化学結合に依らない複合体）においても、その複合体には界面熱抵抗が存在する。
一般に、測定にはそれぞれの物体のバルク熱抵抗と、複合させた場合の熱抵抗の差異から算出するが、片方の物体の膜厚が非常に小さい場合にはサーモリフレクタンス法等を用いて直接測定する事も出来る。